# Lincoln Motor Car Company
Lincoln Motor Car Company war ein US-amerikanischer Hersteller von Automobilen.

## Unternehmensgeschichte
Das Unternehmen wurde 1914 als Nachfolger der American Motorette Company gegründet. Der Sitz war ebenfalls in Detroit in Michigan. Im gleichen Jahr begann die Produktion von Automobilen. Der Markenname lautete Lincoln, evtl. mit dem Zusatz Highway. H. D. W. Mackaye war der Konstrukteur. Im gleichen Jahr endete die Produktion. Insgesamt entstanden nur wenige Fahrzeuge.
Weitere US-amerikanische Automarken namens Lincoln stellten Lincoln Electric Company, Lincoln Automobile Company, Lincoln Motor Car Works sowie der Ford-Konzern als Lincoln her.

## Fahrzeuge
Das einzige Modell war ein Kleinwagen, der im Markt bewusst höher platziert war als die vielen Cyclecars. Der Vierzylindermotor hatte 71,4375 mm Bohrung, 101,6 mm Hub, 1629 cm³ Hubraum und 20 PS Leistung. Die Motorleitung wurde über ein Zweiganggetriebe und eine Kardanwelle an die Hinterachse übertragen. Die Motorhaube ähnelte den damaligen Modellen von Renault. Dies war möglich, weil der Wasserkühler hinter dem Motor montiert war.
Ungewöhnlich war der Aufbau. Er wurde als zwei- bis dreisitziger Roadster bezeichnet. Der Fahrer saß hinten auf der Rückbank, die breit genug war für zwei Personen. Davor befand sich ein Klappsitz für einen dritten Passagier.
Der Neupreis betrug 500 US-Dollar.